# ウラジーミル・フォーゲル (俳優)
ウラジーミル・パヴロヴィチ・フォーゲル（ロシア語: Владимир Павлович Фогель, 1902年 - 1929年6月8日）は、ソビエト連邦（現ロシア）の俳優。

## 人物・来歴
1902年、ロシア帝国（現在のロシア）のモスクワにドイツ系の家庭に生まれる。
モスクワの技術学校を卒業したが、1917年の十月革命で流れが変わり、森林労働の仕事を辞めて、1919年（大正8年）に設立した全ロシア映画大学に入学する。同学で、レフ・クレショフの授業を選択する。1924年、クレショフが監督した映画『ボリシェヴィキの国におけるウェスト氏の異常な冒険』に役を得て出演する。以降、10数本の映画に出演する。
1929年6月8日、ソビエト連邦（現在のロシア）の首都モスクワで、うつ病の結果、自殺により死去した。満26-27歳没。

## フィルモグラフィ
- 『ボリシェヴィキの国におけるウェスト氏の異常な冒険』 Необычайные приключения мистера Веста в стране Большевиков : 監督レフ・クレショフ、1924年
- 『死の光線』 Луч смерти : 監督レフ・クレショフ、1925年
- 『チェス狂』 Шахматная горячка : 監督フセヴォロド・プドフキン / ニコライ・シピコフスキー、1925年
- 『三百万裁判』 Процесс о трех миллионах : 監督ヤコフ・プロタザーノフ、1926年
- По закону : 監督レフ・クレショフ、1926年
- 『ミス・メンド』 Мисс Менд : 監督ボリス・バルネット / フョードル・オツェプ、1927年
- 『帽子箱を持った少女』 Девушка с коробкой : 監督ボリス・バルネット、1927年
- 『ベッドとソファ』 Третья Мещанская : 監督アブラム・ローム、1927年
- 『聖ペテルブルクの最後』 Конец Санкт-Петербурга : 監督フセヴォロド・プドフキン / ミハイル・ドレル、1927年
- Кукла с миллионами : 監督セルゲイ・コマロフ、1927年
- 『トルブナヤの家』 Дом на Трубной : 監督ボリス・バルネット、1928年
- 『囚われの地』 Земля в плену : 監督フョードル・オツェプ、1928年
- 『サラマンドラ』 Саламандра : 監督グリゴリー・ロシャリ、1928年

## 註
1. ↑  Владимир Фогель. Творческая биография